# Ценово (Русенська область)
Це́ново (болг. Ценово) — село в Русенській області Болгарії. Адміністративний центр общини Ценово.

## Населення
За даними перепису населення 2011 року у селі проживали 1579 осіб.
Національний склад населення села:
| Національність   | Кількість осіб | Відсоток |
| ---------------- | -------------- | -------- |
| болгари          | 1221           | 80,8%    |
| цигани           | 156            | 10,3%    |
| турки            | 127            | 8,4%     |
| інша             | 3              | 0,2%     |
| не визначились   | 5              | 0,3%     |
| Всього відповіли | 1512           |          |

Розподіл населення за віком у 2011 році:
Динаміка населення: